# Peg Leg Sam
 (mars 2022).
Arthur Jackson (Jonesville, Caroline du Sud, 1911 - idem, 1977), dit Peg Leg Sam, est un chanteur et harmoniciste de blues américain.
Artiste à part, musicien itinérant, un des derniers survivants des medicine shows, Peg Leg Sam (surnommé ainsi à cause de sa jambe de bois) est un musicien hors normes, capable de jouer avec le nez ou avec l’harmonica entièrement dans la bouche. Son style est typiquement rural et il joue généralement seul, parfois accompagné d’une guitare acoustique.

## Biographie
Arthur Jackson est né à Jonesville, en Caroline du Sud, quatrième des six enfants de David Jackson, un agriculteur originaire de Virginie, et d'Emma Jackson. Son arrière-grand-mère paternelle, Racheal Williams, est née en 1810 en Virginie et était communément appelée une mulâtresse. Elle pourrait avoir eu un parent blanc (probablement un père blanc, ce qui aurait été plus typique de l'époque).
Peg Leg Sam a appris à jouer de l'harmonica étant petit enfant. Il a quitté la maison à l'âge de 12 ans et n'a jamais cessé de vagabonder. Il a ciré des chaussures, travaillé comme garçon de maison, cuisiné sur des navires, fait la manche, et puis a vécu de la musique dans les rues. Il a perdu sa jambe en 1930 en essayant de sauter sur un train, mais il a fabriqué une jambe de bois à partir d'un poteau de clôture, l'a attachée à son moignon avec une ceinture en cuir, et a continué à se déplacer.
Il a rejoint le circuit des spectacles de médecine en 1937, se produisant souvent avec Pink Anderson. Sa capacité à jouer de deux harmonicas à la fois (pendant qu'un allait et venait dans sa bouche) en faisait une attraction; il pouvait aussi jouer des notes sur un harmonica avec son nez.
Peg Leg Sam a épousé Theo S. Jackson, qui avait 18 ans de plus que lui et était la mère d'Herbert Miller et de Katherine Miller, tous deux originaires du Tennessee. Peg Leg Sam a donné sa dernière performance de spectacle de médecine en 1972 en Caroline du Nord, mais a continué à apparaître dans des festivals de musique dans ses dernières années. En 1973, son ami d'enfance, Henry "Rufe" Johnson, a fourni à la fois la guitare et le chant, tout comme Baby Tate, sur quelques morceaux de l'album de Peg Leg Sam, Medicine Show Man.
Il est décédé à Jonesville en octobre 1977, à l'âge de 65 ans.

## Chansons
- Greasy Greens
- Lost John
- Peg's Fox Chase
- Fast Freight Train (1972)

## Discographie
- Medicine Show Man
- Early in the Morning (featuring Louisiana Red)
- Joshua (featuring Louisiana Red)

## Documentaire
Un portrait de Peg Leg Sam, Born for Hard Luck, a été réalisé par Tom Davenport en 1976. Un extrait de ce documentaire (les premières minutes) apparaît dans le film Le Fabuleux Destin d'Amélie Poulain.